# Géographie de l'île Jan Mayen
La géographie de l’île Jan Mayen est celle d’une île norvégienne subpolaire relativement isolée, située à la limite des mers de Norvège et du Groenland. L'éloignement de l'île Jan Mayen des terres émergées les plus proches, conjugué à la rudesse du climat, n'a pas favorisé l'implantation humaine qui se résume à des équipes scientifiques et techniques saisonnières basées à Olonkinbyen.
L'île Jan Mayen étant sous l'influence d'un climat polaire, sa seule formation végétale est une toundra et sa faune est principalement composée d'oiseaux de mer. L'île est le sommet émergé d'un volcan formé par un point chaud et culminant au Beerenberg à 2 277 mètres d'altitude.

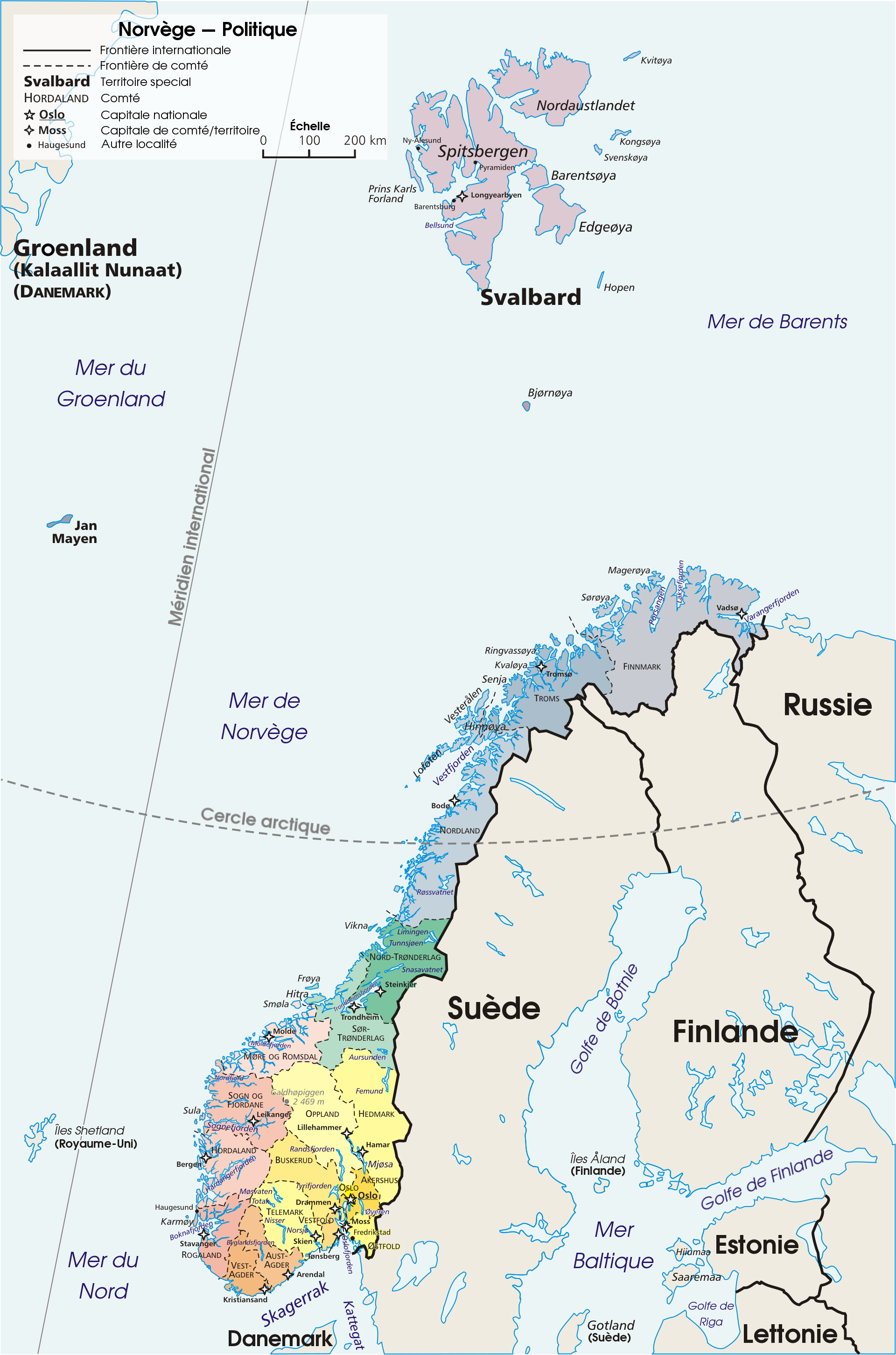
Carte politique de la Norvège.

L'île Jan Mayen ne constitue pas seulement un territoire appartenant à la Norvège qui y exerce sa souveraineté et y applique ses lois mais devient aussi une propriété de l'État norvégien par une loi du 27 février 1930. Depuis août 1994, l'île est administrée depuis Oslo par le fylkesmann du comté de Nordland qui se trouve sur le continent européen, l'autorité directe sur l'île étant toutefois confiée à un commandant de station, en anglais Station commander,.
Selon le code ISO 3166-1, l'île Jan Mayen est réunie avec le Svalbard sous la dénomination « Svalbard et Jan Mayen » abrégée en « SJ ».

## Localisation

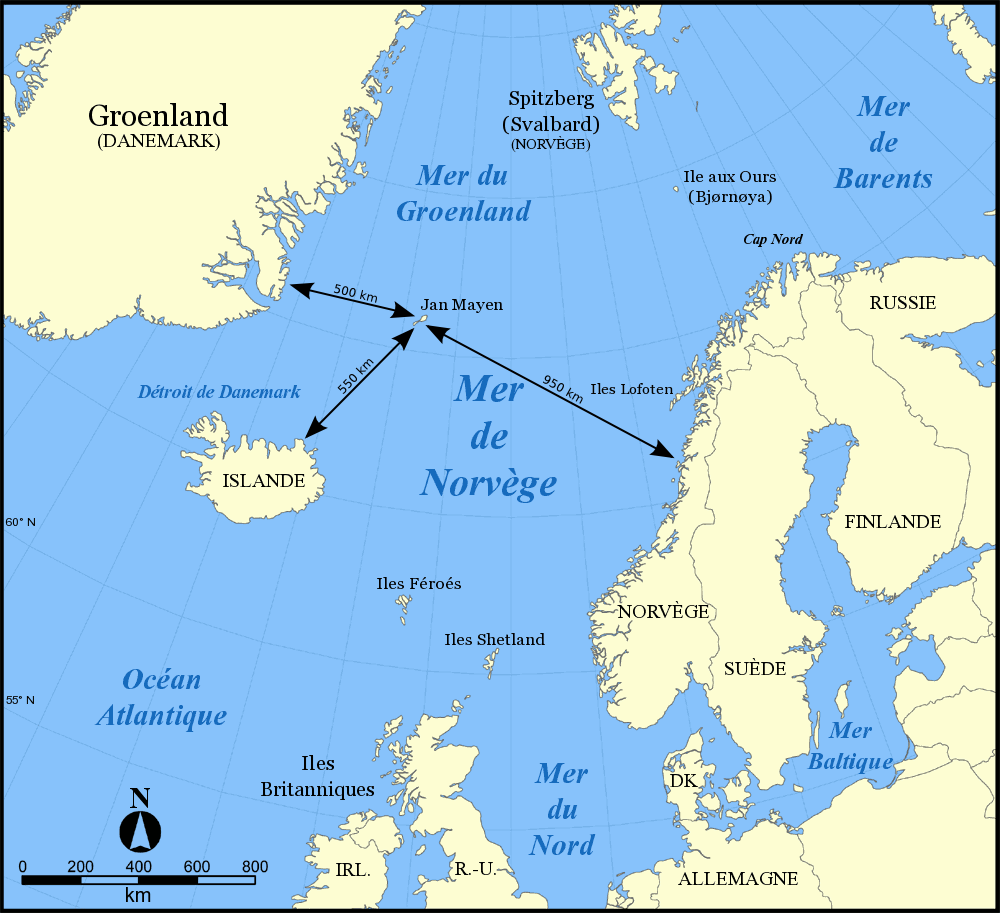
Situation de l'île Jan Mayen dans l'océan Arctique.

L'île Jan Mayen est une île européenne relativement isolée, située en mer de Norvège et dont elle est l'une des îles les plus occidentales avec l'Islande, en bordure de la mer du Groenland située au nord-ouest,.L'île Jan Mayen ne fait pas partie d'un archipel et n'est accompagnée par aucune autre île secondaire ou îlot. Par conséquent, la terre la plus proche est formée par les côtes orientales du Groenland à 500 kilomètres environ à l'ouest. L'Islande se trouve à 550 kilomètres au sud-ouest, la Norvège à 950 kilomètres au sud-est et le Svalbard au nord-est.
L'île étant située au-delà du parallèle de 66° 33' 39" de latitude nord qui constitue le cercle Arctique et n'étant entourée par aucune terre habitée, elle se trouve loin de toute route maritime commerciale importante.

## Géographie physique

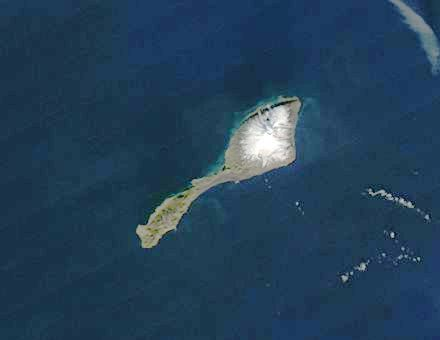
Image satellite de l'île Jan Mayen en été.

L'île Jan Mayen est une île de forme allongée orientée nord-est/sud-ouest et de 377 km2 de superficie. Mesurant 53,6 kilomètres de longueur pour 15,8 kilomètres de largeur au maximum, elle est constituée de deux ensembles géographiques reliés par un isthme large de 2,5 kilomètres. Le point le plus au nord de l'île est le Nordkapp, en français « Cap Nord », formé au cours de l'éruption de 1985 du Beerenberg, et le plus au sud est le Sørkapp, en français « Cap Sud ».
La partie nord-est de l'île Jan Mayen appelée Nord-Jan, en français « Jan Nord », de forme elliptique, est constituée par le point culminant de l'île — le Haakon VII Toppen du volcan qui s'élève à 2 277 mètres d'altitude — et par sa base formée de différentes bouches éruptives et de coulées de lave. La partie sud-ouest de l'île, appelée Sør-Jan, en français « Jan Sud », est un massif montagneux allongé, peu élevé, culminant à 769 mètres d'altitude au Rudolftoppen et formé d'une imbrication de cratères, de cônes et de dômes volcaniques et de leurs produits éruptifs tels des laves et tephras. Ces deux ensembles encadrent deux baies de part et d'autre de l'isthme : l'Engelskbukta, en français « Baie des Anglais », ouverte au nord-ouest sur la mer du Groenland appartenant à l'océan Arctique et la Rekvedbukta, en français « Baie du bois flotté », ouverte au sud-est sur la mer de Norvège appartenant à l'océan Atlantique.
Le littoral, long de 124,1 kilomètres, est formé en majorité de falaises et de côtes rocheuses. Seul l'isthme est en partie constitué de dépôts marins ayant créé deux cordons littoraux délimitant deux lagunes : Nordlaguna, en français « Lagune du nord », du côté nord et Sørlaguna, en français « Lagune du sud », la plus grande, du côté sud. D'autres petites baies comme Guinea-bukta, en français « Baie de Guinée », ou Kvalrossabukta, en français « Baie du morse », se trouvent sur les côtes de Sør-Jan. L'île Jan Mayen se trouve à la limite de la banquise d'hiver qui entoure le Groenland. Toutefois, ces glaces se font de plus en plus rares avec le réchauffement climatique de la planète.
Bien que l'île Jan Mayen ne comporte aucun cours d'eau, l'eau douce est toutefois présente sur l'île sous la forme de petits lacs mais surtout par la calotte glaciaire qui recouvre la majeure partie du Beerenberg sur 115 km2 de superficie soit près d'un tiers de l'île. Cette couche de glace, dont les parties basses fondent durant les mois les plus chauds, forme des langues glaciaires dont cinq atteignent la mer. La calotte glaciaire est toutefois en recul et les glaciers sont soumis à d'importants vêlages vraisemblablement à cause du réchauffement climatique mondial.

## Géologie

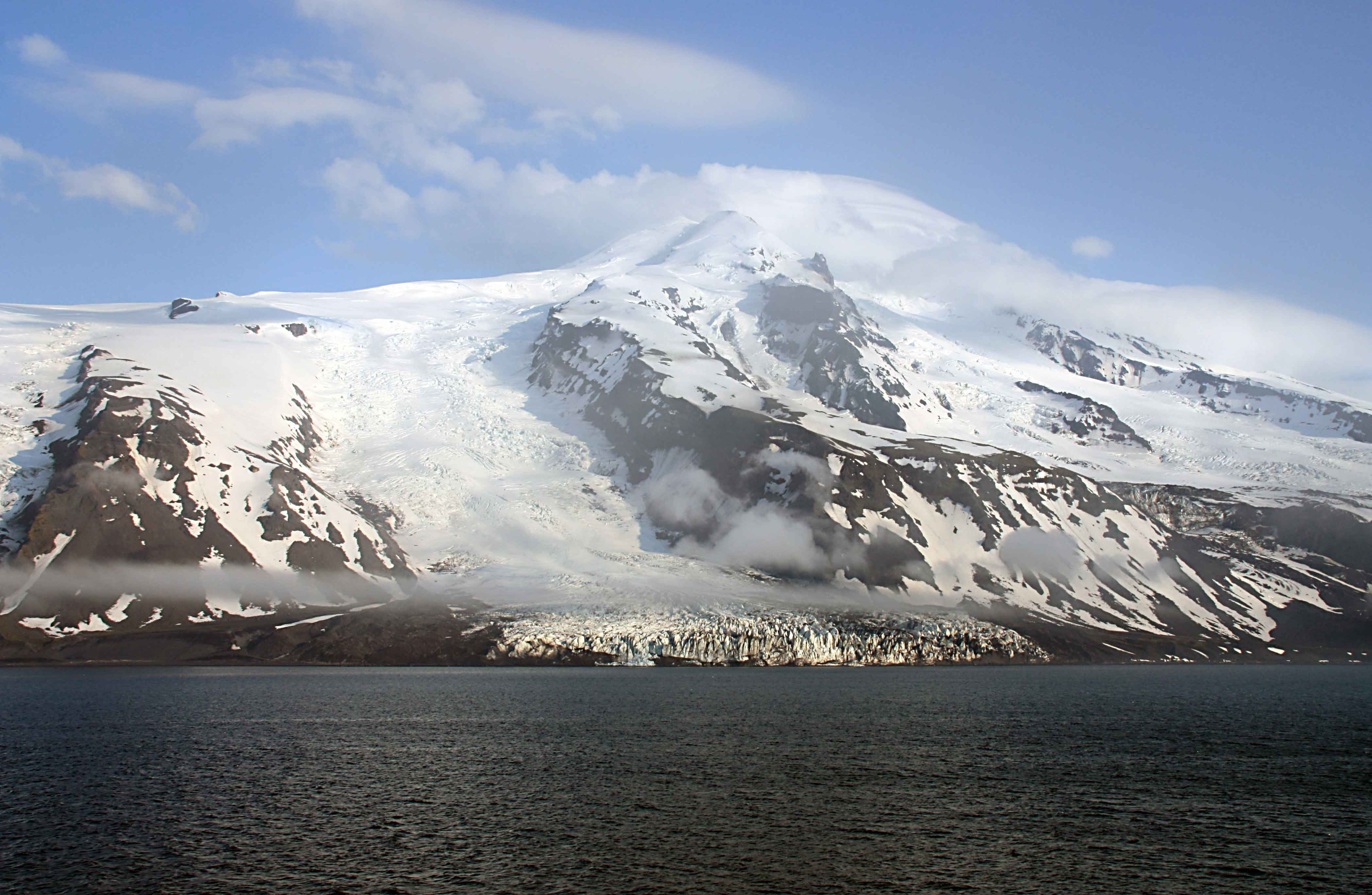
Le Beerenberg et ses glaciers côtiers vu depuis l'ouest.

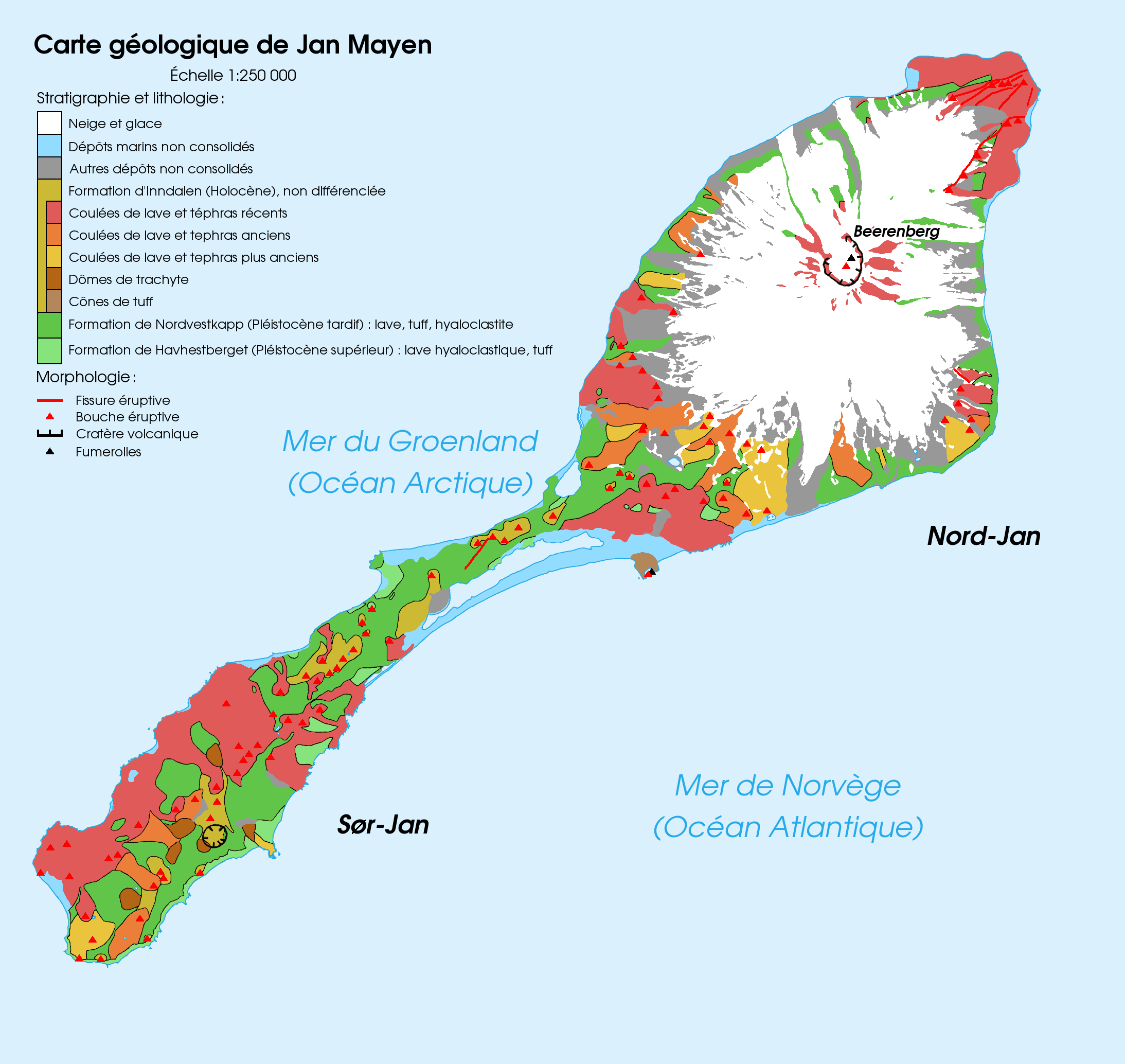
Carte géologique de l'île Jan Mayen.

L'île Jan Mayen est une île volcanique en activité, située sur la plaque eurasienne, relativement récente car âgée de moins de 700 000 ans et formée par un point chaud situé pratiquement à l'aplomb de la dorsale médio-atlantique. Une section de cette dorsale, la dorsale Mohns orientée nord-est/sud-ouest et se terminant à proximité des côtes nord de l'île, est interrompue par la zone de fracture de Jan Mayen, une faille transformante orientée nord-ouest/sud-est. Sur cette zone de fracture, à 170 kilomètres au nord-ouest de l'île Jan Mayen, une autre section de dorsale trouve son origine. Il s'agit de la dorsale Kolbeinsey, orientée nord-est/sud-ouest, et qui s'achève dans le nord de l'Islande.
Une centaine de bouches éruptives, six dômes de trachytes et une dizaine de fissures éruptives répartis sur l'ensemble de l'île ont émis depuis la fin du Pléistocène des laves basaltiques alcalines et des trachytes composant la majorité des roches présentes en surface de l'île. Le reste de ses roches de surface est constitué par des matériaux volcaniques remaniés par les courants marins et formant des plages et des cordons littoraux au fond de certaines baies de l'île ou mobilisés par les glaciers et leurs eaux de fonte.
Le Beerenberg, stratovolcan culminant à 2 277 mètres d'altitude et recouvert de 115 km2 de glaces, forme le Nord-Jan, la partie nord de l'île. Il est le principal volcan de l'île Jan Mayen et le volcan aérien le plus au nord de la Terre. Sur son flanc nord-est, en 1970 et en 1985, des éruptions fissurales ont entraîné l'agrandissement de l'île lorsque les coulées de lave basaltique se sont jetées dans la mer.
Le Sør-Jan, la partie sud de l'île, regroupe quant à elle le plus grand nombre de bouches éruptives représentées par un ensemble de cratères, de cônes de scories, de dômes de trachytes et de leurs produits éruptifs composés de laves et de tephras.

## Climat

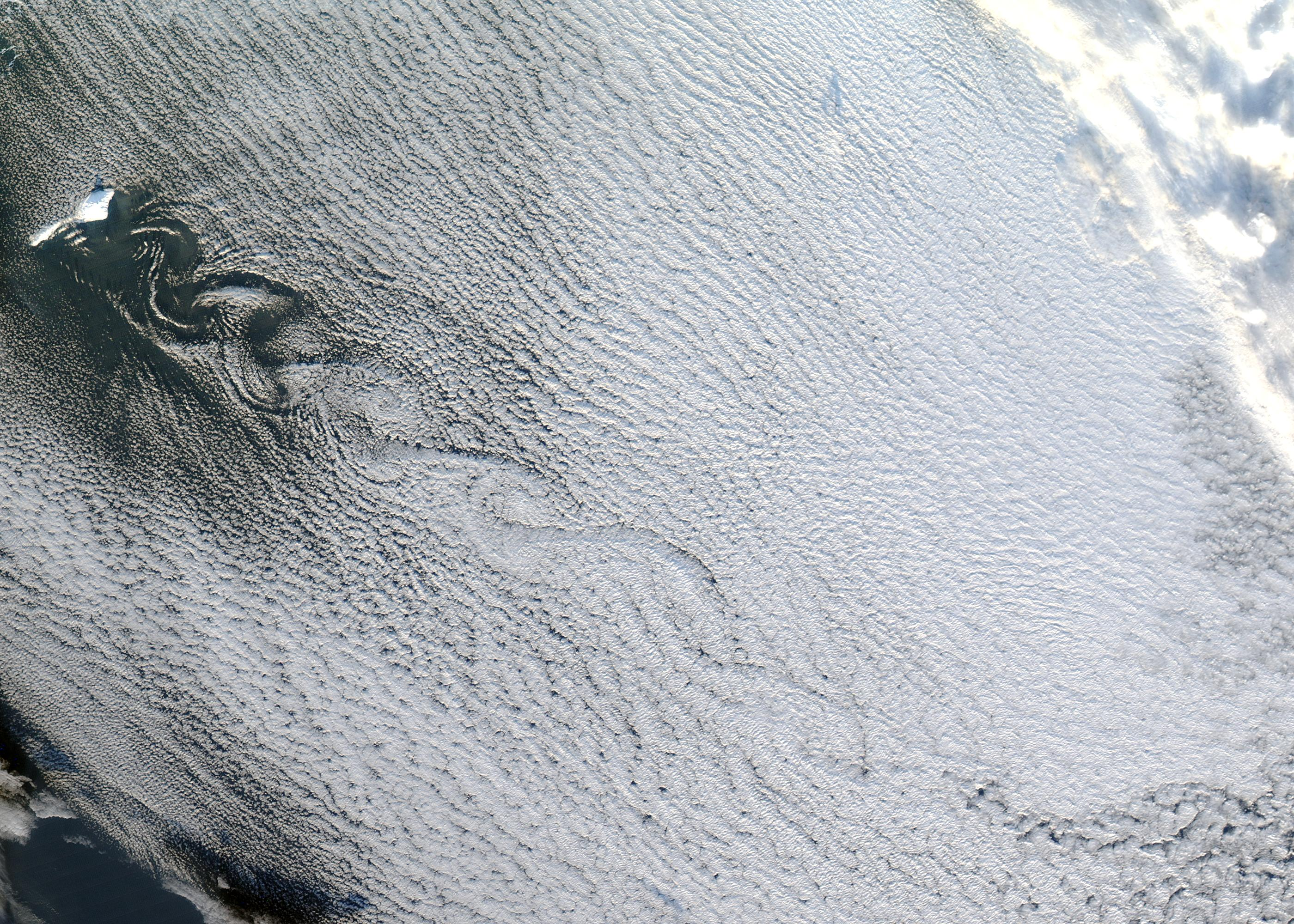
Image satellite de l'île Jan Mayen et d'une allée de tourbillons de Karman matérialisée par des nuages modelés par les vortex se dirigeant vers le sud-est.

L'île Jan Mayen se situe sous des latitudes élevées et au contact de deux courants marins et de leurs masses d'air associées : venant du nord, le courant froid du Groenland oriental asséchant l'air et chargé d'icebergs en mars rencontre la dérive nord atlantique venant du sud et amenant de l'humidité atmosphérique. Cette situation soumet l'île à un climat polaire néanmoins radouci par des influences maritimes ce qui occasionne de fréquents orages et du brouillard persistant. L'ensoleillement est aussi affecté par la position septentrionale de l'île située au-delà du cercle Arctique avec l'apparition d'une nuit polaire avec obscurité complète de mi-novembre à fin janvier et d'un soleil de minuit avec disque solaire complet de mi-mai à fin juillet.
Les moyennes mensuelles des températures (courbe rouge du diagramme climatique) varient de +4,9 °C en août à −6,1 °C en février et mars avec une moyenne annuelle à −1,4 °C. Les records de température sont de −28,4 °C en février 1965 et +18,1 °C en juin 1953. Les précipitations (courbe bleue du diagramme climatique) sont relativement faibles avec une moyenne annuelle de 613 millimètres pour des précipitations mensuelles moyennes variant de 36 millimètres en juin à 83 millimètres en octobre. Ces précipitations, conjuguées aux basses températures, sont propices à la formation et au maintien de la calotte glaciaire présente sur le Beerenberg.
Isolée au milieu de l'océan, l'île Jan Mayen n'est pas protégée du vent catabatique arrivant directement des zones arctiques situées au nord et du Groenland situé à l'ouest. Très fréquent, celui-ci abaisse la température ressentie par un phénomène de refroidissement éolien, diminuant la température de 20 °C pour un vent de 102,6 km/h. Ce vent de nord peut être à l'origine d'une onde orographique formant des nuages lenticulaires mais surtout pouvant provoquer une allée de tourbillons de Karman en rencontrant le Beerenberg. Les cellules tourbillonnantes formées par ce phénomène peuvent atteindre jusqu'à vingt-cinq kilomètres de diamètre et persister sur des centaines de kilomètres, rendant alors dangereuse l'approche de l'île Jan Mayen par des avions venant du sud.

Diagramme climatique annuel de l'île Jan Mayen : la courbe rouge représente la courbe des températures et la courbe bleue, celle des précipitations.

## Faune

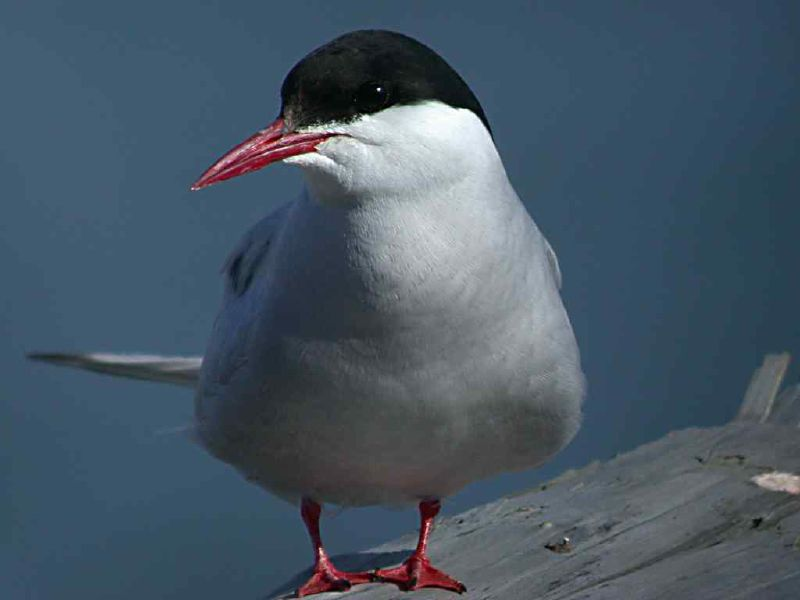
Sterne arctique au Svalbard en juillet 2004.

L'île Jan Mayen n'abrite plus de mammifère terrestre depuis 1990, les renards polaires ayant été exterminés par les trappeurs norvégiens au début du XXe siècle et les ours blancs ne s'aventurant plus autant au sud avec la fonte prononcée de la banquise hivernale.
Les eaux côtières de l'île Jan Mayen sont très poissonneuses et attirent de nombreux cétacés comme la baleine boréale, la baleine à bosse, la baleine de Minke, le rorqual commun, la baleine bleue, le rorqual boréal, l'hyperoodon boréal, l'orque, le dauphin à nez blanc, des morses ainsi que de nombreux oiseaux de mer qui, avec près de 500 000 couples reproducteurs, représentent les animaux les plus abondants sur l'île. Au total, 120 espèces d'oiseaux y ont été recensées.
Les oiseaux les plus communs sont l'eider à duvet, la sterne arctique, le guillemot à miroir, le mergule nain, le macareux moine, le fulmar boréal, la mouette tridactyle et le guillemot de Brünnich, ces trois dernières espèces étant les principales espèces nidificatrices sur l'île.

## Flore

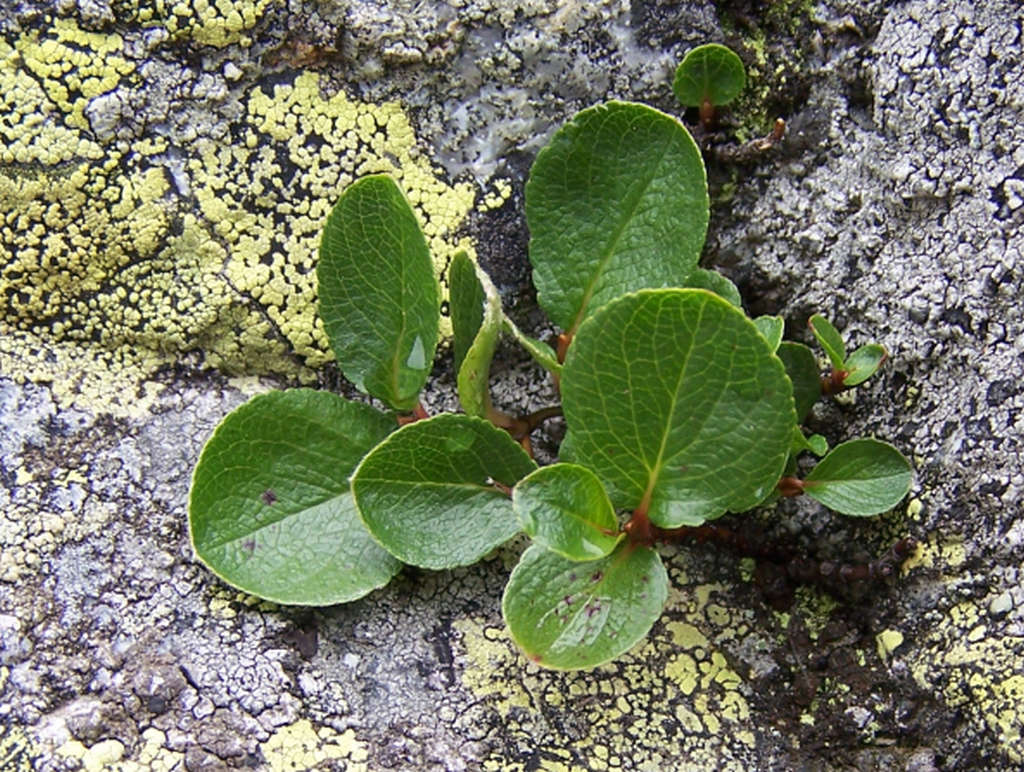
Saule nain dans les Tatras en Pologne.

En raison du climat polaire, la seule formation végétale rencontrée sur l'île Jan Mayen est une toundra principalement formée d'herbes et de mousses. Celle-ci est composée de 74 espèces végétales représentées par 4 ptéridophytes, 53 dicotylédones et 17 monocotylédones dont 3 espèces de pissenlits endémiques qui sont Taraxacum brachyrhynchum, Taraxacum recedens et Taraxacum torvum et 9 espèces de champignons.
Parmi les espèces végétales présentes sur l'île Jan Mayen, on peut rencontrer une sous-espèce boréale du prêle des champs, des carex, des luzules, des pâturins, des céraistes, des potentilles, des renoncules, y compris des renoncules des glaciers, de l'oseille, des saxifrages, des silènes, des pissenlits, des véroniques, etc.
L'île Jan Mayen ne possède pas de forêts mais on y rencontre pourtant une espèce d'arbre. Il s'agit en fait d'une espèce de saule nain dont la hauteur est comprise entre un et six centimètres et ayant des feuilles d'un à deux centimètres de longueur.